# Grand Prix d'Ouverture La Marseillaise 1990
Il Grand Prix d'Ouverture La Marseillaise 1990, conosciuto anche come Grand Prix d'Ouverture de Bessèges-Gardanne, undicesima edizione della corsa, si svolse il 6 febbraio 1990 su un percorso di 139 km, con partenza da Bessèges e arrivo a Gardanne, in Francia. La vittoria fu appannaggio del belga Étienne De Wilde, che completò il percorso in 3h22'20", alla media di 41,219 km/h, precedendo i connazionali Carlo Bomans e Hendrik Redant.

## Ordine d'arrivo (Top 10)
| Pos. | Corridore           | Squadra   | Tempo    |
| ---- | ------------------- | --------- | -------- |
| 1    | Étienne De Wilde    | Histor    | 3h22'20" |
| 2    | Carlo Bomans        | Weinmann  | a 2"     |
| 3    | Hendrik Redant      | Lotto     | s.t.     |
| 4    | Patrick Deneut      | Lotto-    | s.t.     |
| 5    | Udo Bölts           | Stuttgart | s.t.     |
| 6    | Johan Verstrepen    | Histor    | s.t.     |
| 7    | Patrick De Wael     | Histor    | s.t.     |
| 8    | Jean-Claude Colotti | R.M.O.    | s.t.     |
| 9    | Michel Vermote      | R.M.O.    | s.t.     |
| 10   | Casimiro Tizón      | CLAS      | s.t.     |